# 카디오고현

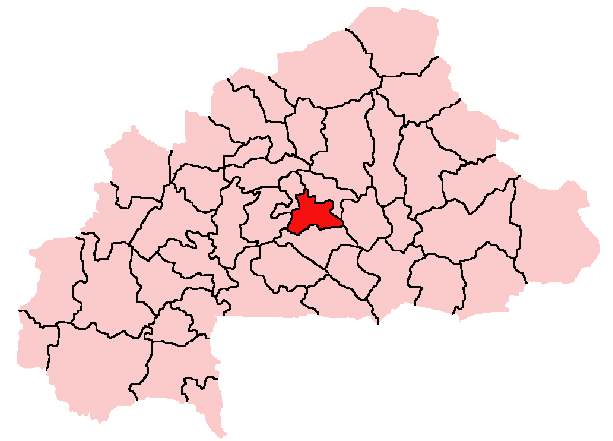
카디오고현의 위치

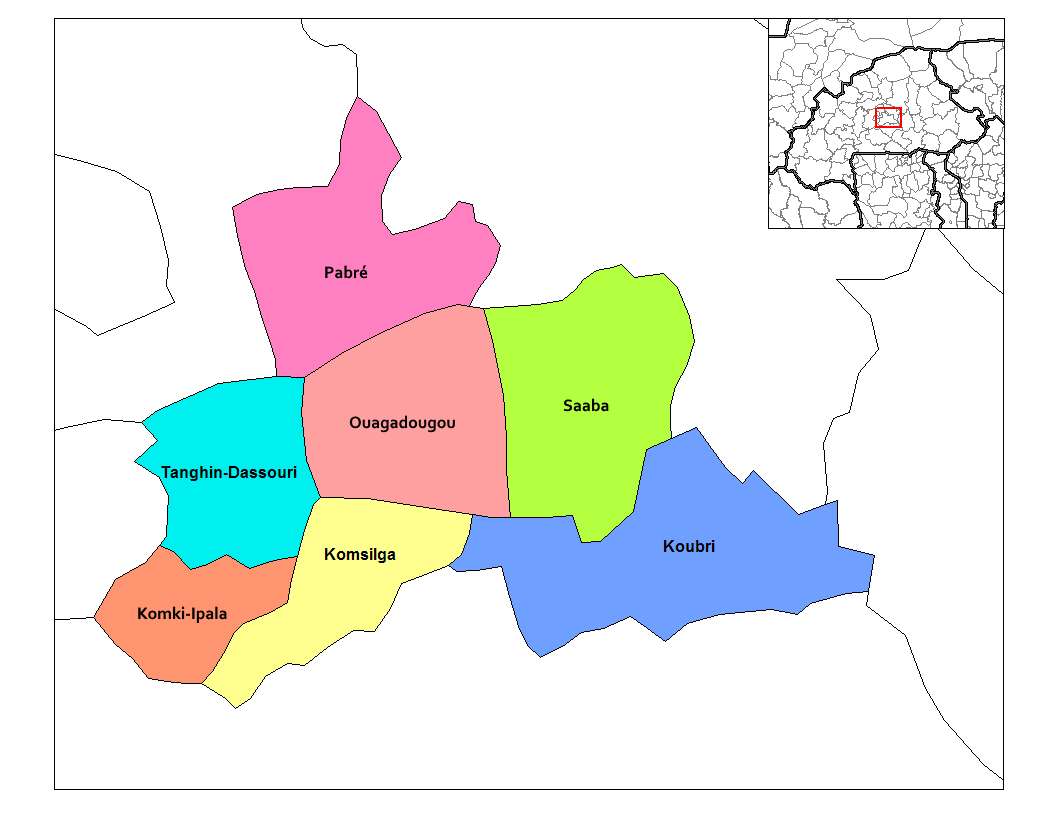
카디오고현의 행정 구역

카디오고현(프랑스어: Kadiogo)은 부르키나파소 중부주에 위치한 현으로, 현도는 와가두구(부르키나파소의 수도이기도 함)이며 면적은 2,805km2, 인구는 1,409,000명(2006년 기준)이다. 7개 군(카디오고군, 콤슬리가군, 콩키이팔라군, 쿠브리군, 파브레군, 사바군, 탕긴다수리군)을 관할한다.

## 같이 보기
- 부르키나파소의 주
- 부르키나파소의 현